# Ryan Dzingel
Ryan Michael Dzingel (* 9. März 1992 in Wheaton, Illinois) ist ein US-amerikanischer Eishockeyspieler, der zuletzt bis zum Ende der Saison 2023/24 bei den Henderson Silver Knights aus der American Hockey League (AHL) unter Vertrag gestanden hat. Von 2015 bis 2019 sowie kurzzeitig im Jahr 2021 war der linke Flügelstürmer für die Ottawa Senators aktiv, bevor er in der Zwischenzeit für die Columbus Blue Jackets und Carolina Hurricanes sowie anschließend für die Arizona Coyotes und San Jose Sharks in der National Hockey League (NHL) auflief.

## Karriere
Ryan Dzingel wurde in Wheaton, einem Vorort von Chicago geboren, und spielte dort in seiner Jugend für die Chicago Mission sowie für die Nachwuchs-Auswahl des Bundesstaates, das Team Illinois. Mitte der Saison 2009/10 wechselte der Angreifer zu den Lincoln Stars in die United States Hockey League (USHL) und spielte somit fortan in der höchsten Juniorenliga des Landes. In der folgenden Spielzeit 2010/11 kam Dzingel auf 67 Scorerpunkte in 54 Spielen, mit denen er den fünften Rang in der Scorer-Liste der Liga belegte. Daraufhin wurde er im folgenden NHL Entry Draft 2011 an 204. Position von den Ottawa Senators ausgewählt.

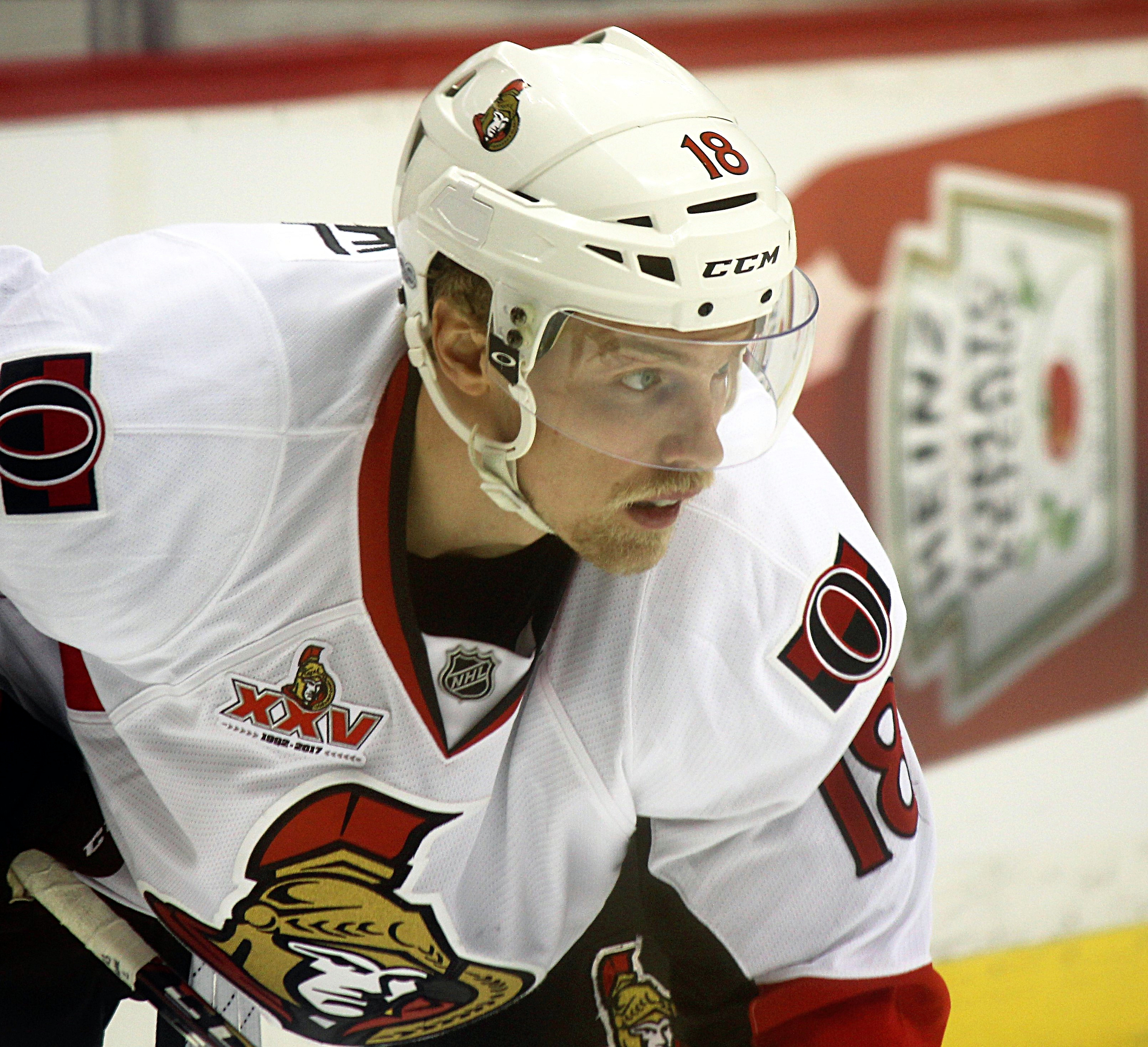
Dzingel im Trikot der Ottawa Senators (2017)

Im Anschluss schrieb sich Dzingel an der Ohio State University ein, an der er ein Studium der Business Administration begann und fortan mit dem Eishockey-Team der Universität, den Buckeyes, am Spielbetrieb der National Collegiate Athletic Association (NCAA) teilnahm. Bereits als Sophomore, in seinem zweiten Jahr in Ohio, führte er das Team als Mannschaftskapitän an und erreichte im Jahr darauf mit 46 Punkten aus 37 seine persönliche Bestleistung. In Folge derer wurde er ins First All-Star Team der Big Ten Conference gewählt, die er mit 1,36 Punkten pro Spiel angeführt hatte, und war einer der zehn Finalisten um den Hobey Baker Memorial Award, die höchste Auszeichnung für College-Spieler in den Vereinigten Staaten.
Im folgenden April 2014 statteten ihn die Ottawa Senators mit einem Einstiegsvertrag aus und setzten den Flügelstürmer bis zum Ende der Saison in zehn Spielen bei den Binghamton Senators ein, ihrem Farmteam aus der American Hockey League (AHL). In Binghamton verbrachte Dzingel auch die gesamte Spielzeit 2014/15, in der er in 66 Einsätzen auf 34 Scorerpunkte kam, ehe er im Folgejahr im Dezember 2015 sein Debüt in der National Hockey League (NHL) für die Senators gab. Bis zum Saisonende folgten ab Februar 2016 29 weitere NHL-Einsätze, bevor er sich auch im Rahmen der Vorbereitung auf die Spielzeit 2016/17 im NHL-Aufgebot etablierte. In seinem ersten kompletten Jahr in der Liga sammelte der Rookie 32 Punkte und erhielt im Juli 2017 schließlich einen neuen Zweijahresvertrag. Am Ende der Saison 2017/18 steigerte er seine Punktausbeute auf 41 und hatte diesen Wert im folgenden Spieljahr bereits im Februar 2019 egalisiert. Die Senators sahen jedoch keine Möglichkeit, den Vertrag mit dem US-Amerikaner über das Saisonende hinaus zu verlängern, sodass er mit einem Siebtrunden-Wahlrecht im NHL Entry Draft 2019 an die Columbus Blue Jackets abgegeben wurde. Im Gegenzug erhielt der kanadische Hauptstadtklub Anthony Duclair sowie Zweitrunden-Wahlrechte in den NHL Entry Drafts 2020 und 2021.
In Columbus beendete Dzingel die Saison und wechselte anschließend im Juli 2019 als Free Agent zu den Carolina Hurricanes, bei denen er einen Zweijahresvertrag mit einem Gesamtvolumen von 6,75 Millionen US-Dollar unterzeichnete. Diesen erfüllte er jedoch nicht in North Carolina, da ihn die Hurricanes im Februar 2021 zu den Ottawa Senators transferierten und er somit an seine alte Wirkungsstätte zurückkehrte. Im Gegenzug gaben die Senators Alex Galchenyuk und Cédric Paquette ab. In Ottawa beendete der Angreifer die Saison 2020/21, bevor er sich im Juli 2021 als Free Agent den Arizona Coyotes anschloss. Auch dort lief der Angreifer nur kurzzeitig auf, da er bereits im Februar 2022 samt Ilja Ljubuschkin an die Toronto Maple Leafs abgegeben wurde. Dafür erhielten die Coyotes Nick Ritchie sowie ein Draft-Wahlrecht, wobei sie die Wahl zwischen einem für die dritte Runde des NHL Entry Draft 2023 und einem für die zweite Runde des NHL Entry Draft 2025 haben. Wenige Tage später verloren die Leafs den US-Amerikaner über den Waiver an die San Jose Sharks. Dort kam er allerdings nur zu sechs Einsätzen, woraufhin er im Juli 2022 wieder zu den Carolina Hurricanes wechselte. Dort wurde sein auslaufender Vertrag im Sommer 2023 nicht verlängert.
Dzingel blieb danach bis Mitte März 2024 ohne Arbeitgeber, ehe er einen Probevertrag bis zum Saisonende bei den Henderson Silver Knights aus der AHL erhielt.

## Erfolge und Auszeichnungen
- 2014 Big Ten First All-Star Team
- 2014 Finalist um den Hobey Baker Memorial Award

## Karrierestatistik
Stand: Ende der Saison 2023/24
(Legende zur Spielerstatistik: Sp oder GP = absolvierte Spiele; T oder G = erzielte Tore; V oder A = erzielte Assists; Pkt oder Pts = erzielte Scorerpunkte; SM oder PIM = erhaltene Strafminuten; +/− = Plus/Minus-Bilanz; PP = erzielte Überzahltore; SH = erzielte Unterzahltore; GW = erzielte Siegtore; 1 Play-downs/Relegation; Kursiv: Statistik nicht vollständig)